# Appellplatz

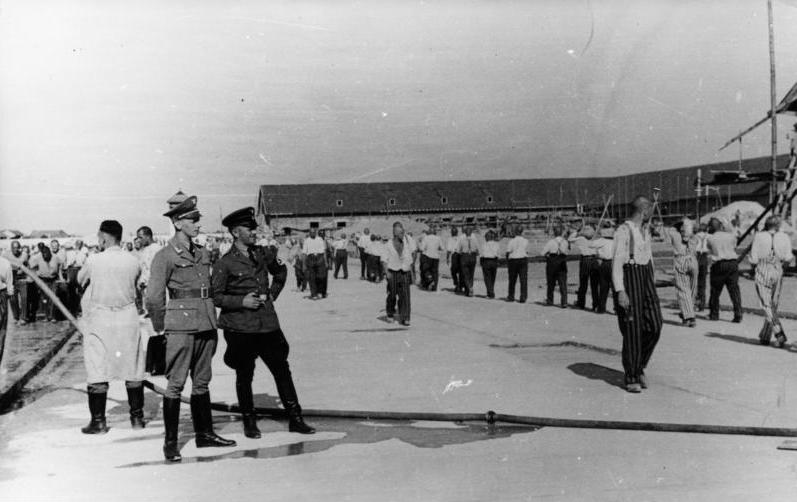
Prisioneros y SS en la Appellplatz de Dachau

La Appellplatz de los campos de concentración era la gran plaza central en la que por la mañana y por la tarde se llevaba a cabo el recuento (Appell) de los prisioneros.

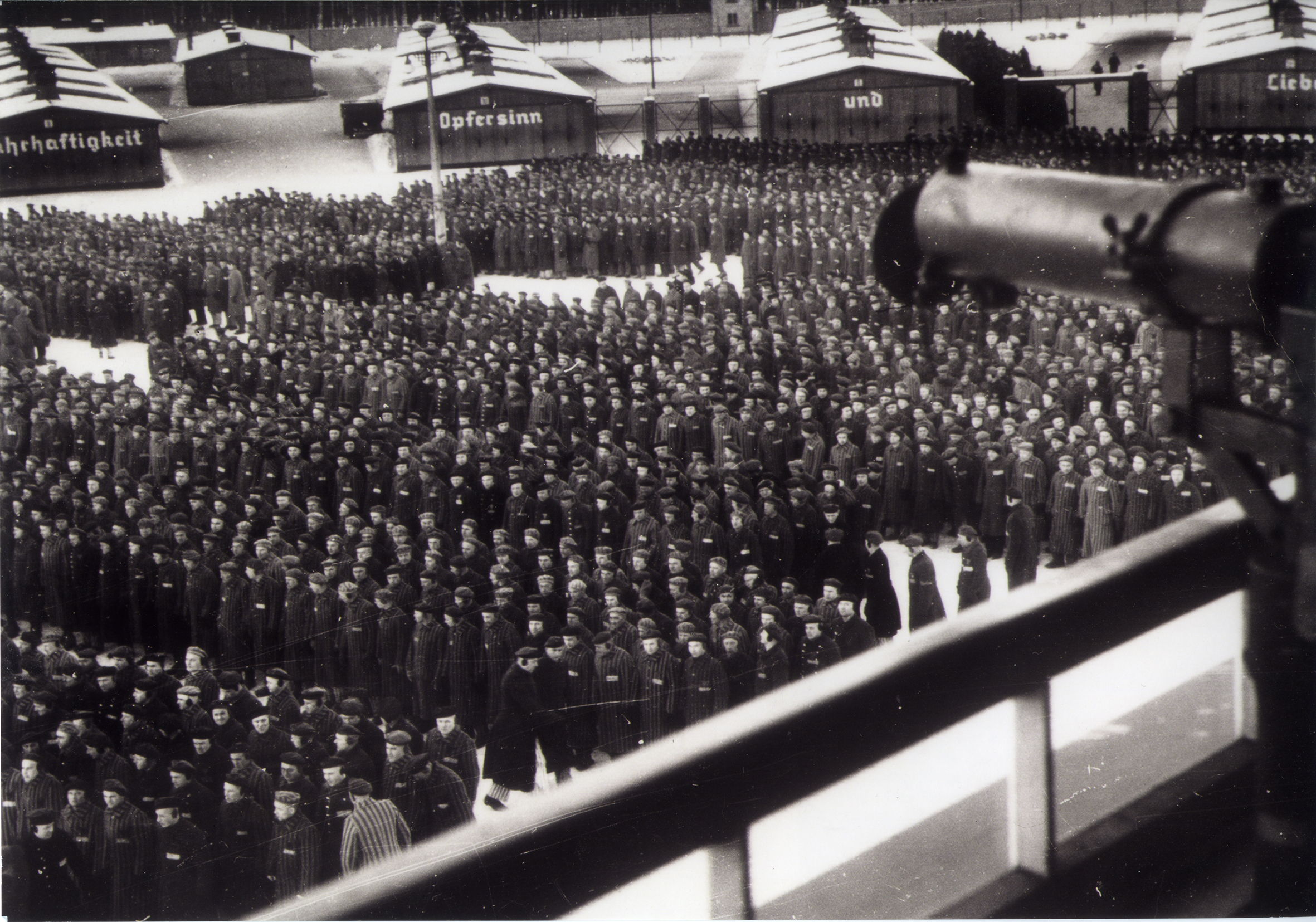
Recuento de prisioneros en KZ Sachsenhausen.

Cada mañana los kapos llevaban a cabo el primer recuento para posteriormente dirigir a los comandos a sus respectivos lugares de trabajo.
Los prisioneros de muchos comandos volvían al campo para la hora de la comida. Si en alguna inspección se había considerado que algún camastro o taquilla no estaba en el orden esperado el prisionero perdía el derecho a esa comida y debía dedicarse a subsanar el “desorden”. Tras cada comida los prisioneros tenían que limpiar el barracón y en algunos campos tenían otro recuento breve al acabar.
El recuento de la tarde solía alargarse hasta que todos los prisioneros de todos los comandos hubieran regresado. Dependiendo de la cantidad de prisioneros que hubiera en el campo podía rondar la hora de duración. En caso de complicaciones (intento de fuga, etc) el recuento podía alargarse horas y horas. Después del recuento de la tarde se distribuía la cena.
Las grandes cazuelas en las que los prisioneros debían acercar la sopa hasta el punto de reparto pesaban en torno a los 65-70 kg.
En invierno, debido a las bajas temperaturas, los ejercicios gimnásticos que con frecuencia eran obligados a hacer los prisioneros eran un poco más soportables.

## El castigo de permanecer firmes

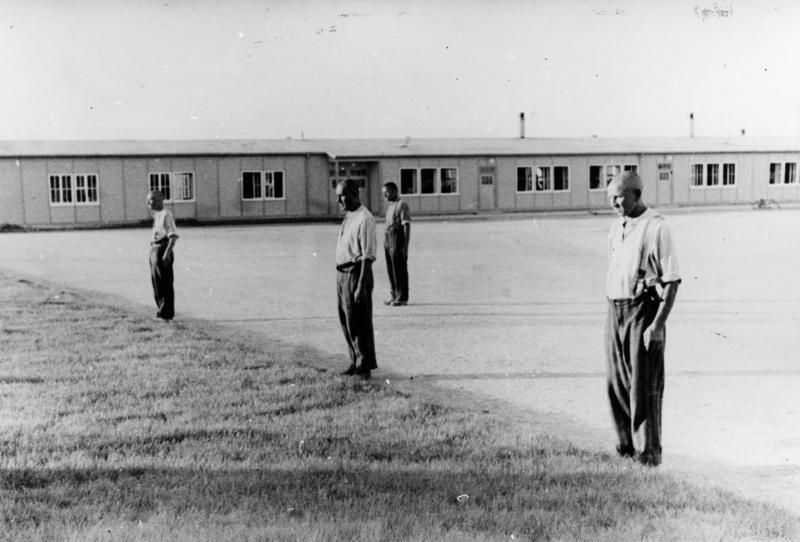
Prisioneros castigados a permanecer firmes en la Appellplatz

Si un prisionero faltaba al recuento o si había logrado escapar el resto de prisioneros era castigado a permanecer en formación y firmes. El prisionero Louis Übrig logró escapar de Dachau en 1939; a causa de su fuga el resto de prisioneros sufrió el castigo de pasar en formación al raso toda una gélida noche, castigo que costó varias vidas.
Estos castigos colectivos debido al “mal comportamiento” de presos concretos servían para potenciar el control que los unos ejercían sobre los otros. Gracias a esto y al uso de prisioneros funcionarios las SS necesitaban una cantidad relativamente pequeña de sus miembros para administrar y controlar eficazmente un campo de concentración.

El castigo de permanecer firmes era extremadamente duro para los presos más débiles, por ejemplo los llamados ‘’’ Muselmann’’. Los SS utilizaban este castigo también para las selecciones de los incapaces de trabajar.

## Selecciones
La selección de los prisioneros no aptos para el trabajo (con el objetivo de enviarlos a ser ejecutados) se realizaba principalmente en la Appellplatz. En Dachau esta selección la hacían los médicos del campo y el Kapo Heiden.

## Ejecuciones
Para afianzar el control sobre los prisioneros tuvieron lugar muchas ejecuciones en las Appellplatz. Véase Fritz Suhren, Gustav Willhaus o Ernst Burger.

## Publicaciones
- Stanislav Zámečník: (Hrsg. Comité International de Dachau): Das war Dachau. Luxemburgo, 2002, ISBN 2-87996-948-4.